# Wolfgang Jung
Wolfgang Jung (* 15. März 1948 in Bad Wimsbach-Neydharting) ist ein österreichischer Politiker (FPÖ) sowie ehemaliger Offizier (Brigadier) des Bundesheeres und Verteidigungsattaché. Jung war Abgeordneter zum Nationalrat, Abgeordneter zum Europäischen Parlament und von November 2005 bis Ende 2018 Abgeordneter zum Wiener Landtag und Gemeinderat. Er wird dem deutschnationalen Flügel der FPÖ zugerechnet.

## Ausbildung und Militär
Wolfgang Jung besuchte von 1954 bis 1958 die Volksschule Bad Wimsbach und schloss 1967 seine Schulbildung mit der Matura am Realgymnasium Bad Ischl ab. Jung leistete danach von 1967 bis 1968 seinen Präsenzdienst ab und besuchte im Anschluss zwischen 1968 und 1971 die Theresianische Militärakademie in Wiener Neustadt. Von 1971 bis 1979 war er Zugs- und Kompaniekommandant beim Panzerbataillon 14 in Wels und war während dieser Periode bei einem UN-Auslandseinsatz in Zypern (1976). Von 1979 bis 1982 absolvierte Jung eine Ausbildung zum Generalstabsoffizier an der Landesverteidigungsakademie (LVAk) in Wien und wurde danach von 1982 bis 1985 als Stabschef der 4. Panzergrenadierbrigade in Ebelsberg eingesetzt. Von 1985 bis 1990 diente er als Militärattaché in Schweden, Norwegen und Finnland. Jung war in der Folge von 1990 bis 1991 Generalstabsoffizier (G3) in der Panzergrenadierdivision in Baden bei Wien und von 1992 bis 1996 am Heeres-Nachrichtenamt (HNaA) eingesetzt. 1994 wurde er zum Brigadier befördert. Am 15. September 2004 erwarb er den akad. Grad Magister an der Universität Wien. Ab 1996 fand er in verschiedenen Bereichen an der Landesverteidigungsakademie und im Verteidigungsministerium Verwendung, unter anderem als Abteilungsleiter der Attachéabteilung und zuletzt im Büro für Sicherheitspolitik.

## Politik
Wolfgang Jung schloss sich bereits während seiner Schulzeit 1963 dem Ring Freiheitlicher Jugend Österreich (RFJ) an und war 1972 bis 1976 Gemeinderat und Ortsparteiobmann der FPÖ Bad Wimsbach-Neydharting. Jung war vom 13. November 1995 bis zum 14. Jänner 1996 (XIX. GP) sowie am 26. April 1996 (XX. GP) und vom 12. November 1996 bis zum 19. Dezember 2002 (XX. und XXI. GP) für die FPÖ Abgeordneter zum Nationalrat. Von 2000 bis 2002 war er Obmann des Landesverteidigungsausschusses. Zwischen dem 26. April 1996 und dem 11. November 1996 war er für die FPÖ zudem Mitglied des Europäischen Parlaments, wo er als ordentliches Mitglied den Ausschüssen für auswärtige Angelegenheiten, Sicherheit und Verteidigungspolitik und Geschäftsordnung, Wahlprüfung und Fragen der Immunität angehörte. Durch seinen beruflichen Wechsel nach Wien engagierte sich Jung auch zunehmend in der Wiener Bezirkspolitik. Er wurde 1998 zum Bezirksparteiobmann der FPÖ Wien-Liesing gewählt und war von 1991 bis 1996 Bezirksrat in Liesing. Am 18. November 2005 wechselte Jung als Abgeordneter für den Wahlkreis Liesing in den Wiener Landtag (18., 19. und 20. WP). Am 24. Jänner 2019 rückte für ihn Roman Schmid als Abgeordneter zum Wiener Landtag und Mitglied des Wiener Gemeinderats nach.
Wolfgang Jung trat 2009 und 2011 bei Kundgebungen der rechtsextremen Bürgerbewegung pro Köln als Redner auf.

## Korporation
Er ist Alter Herr der Pennal-konservativen Verbindung Albia Bad Ischl im ÖPR und der Akademischen Tafelrunde Wiking zu Wiener Neustadt. Er ist Träger des Ehrenbandes des Österreichischen Pennäler-Ringes. Anlässlich des Jahrestages 2011 der bedingungslosen Kapitulation der Wehrmacht hielt Jung die Ersatz-Totenrede für Heinz-Christian Strache beim öffentlich umstrittenen „Totengedenken“ des Wiener Korporationsrings (WKR) auf dem Heldenplatz in Wien.
Außerdem war er als Autor für das rechtsextreme österreichische Monatsmagazin Die Aula tätig.

## Privates
Wolfgang Jung ist verheiratet und hat zwei Kinder.

## Auszeichnungen
- Goldenes Ehrenzeichen für Verdienste um die Republik Österreich
- Wehrdiensterinnerungsmedaille
- Bundesheerdienstzeichen
- Einsatzmedaille des Bundesheeres
- Komtur des Nordstern-Ordens (Schweden)
- 2023: Goldenes Ehrenzeichen für Verdienste um das Land Wien[6]

## Diskussionsrunden
- Wie rechts ist Österreich? Club 2 (ORF), 11. Mai 2011, Gastgeber: Peter Rabl, Gäste: Hans Jörg Schimanek, Georg Zanger, Nina Horaczek, Wolfgang Jung, Sieglinde Rosenberger
- Proteste: FPÖ kritisiert Polizei. Guten Abend Österreich (Puls 4), 2. Februar 2013, Gastgeber: Corinna Milborn, Thomas Mohr, Gäaste: Wolfgang Jung, Janine Wulz